# Râul Madicea
Râul Madicea sau Pârâul Madicea este un curs de apă, afluent al râului Olt în zona localității Cârța, județul Harghita.  